# Helwan
Helwan (també Hulwan, Hilwan o Holwan) és una localitat d'Egipte a la riba del Nil, enfront de Memfis. Està situada a 25 km al sud del centre del Caire i a 4 km de la riba dreta del Nil i anteriorment fou suburbi del Caire estant avui dins la ciutat i governació del Caire. El kism o districte de Helwand té una població de 643.327 habitants (2006). La ciutat tenia uns 95.000 habitants al cens de 1960 i 230.000 habitants al del 1989. El 1903-1904 s'hi va construir un observatori astronòmic. Durant el protectorat britànic fou una base de la Royal Air Force i després de la Força Aèria Egípcia. Formen la població els districtes de Wadi Hof, Hadayek Helwan i Maasara entre d'altres.

## Història
El seu nom deriva de les fonts minerals. Ja estava ocupada a l'època faraònica segons acrediten les excavacions de 1946, en què es van trobar nombroses restes de la dinastia I, serekhs de caps predinàstics i de l'Imperi Antic i vestigis d'uns banys romans (i més tard més de deu mil tombes). No obstant la seva importància va començar durant el període omeia, en el govern de Abd al-Aziz ibn Marwan (684-705) quan les inundacions del 690 van obligar a evacuar al-Fustat; llavors el governador es va establir a Helwan, hi va construir palaus, residències i mesquites i hi va plantar palmeres i vinya; fins i tot hi va fer construir un nilòmetre (que va funcionar fins al 715). A partir de la segona meitat del segle viii va entrar en una lenta decadència; al temps dels mamelucs ja no quedaven rastres de les antigues edificacions i les fonts minerals estaven cobertes d'arena. El kediv Abbas va fer redescobrir les fonts i es va construir un centre per l'atenció de soldats malalts als que les aigües podien ajudar. La vila es va desenvolupar i el kediv Ismail hi va construir un palau per la seva mare que va portar el nom de Kasr al-Walida; uns banys al costat de les fonts es van construir el 1869 i durant la construcció es van trobar restes dels banys omeies; aquestos banys foren acabats el 1892; al costat d'Helwan el rei Faruk I es va construir un palau d'estiu avui un museu amb pac conegut com a Rukn Hulwan.

## Nota
1. ↑  Central Agency for Public Mobilisation and Statistics, Population and Housing Census 2006, Population distribution by sex, gov: Cairo Arxivat 2008-12-11 a Wayback Machine..